# Carroll Borland

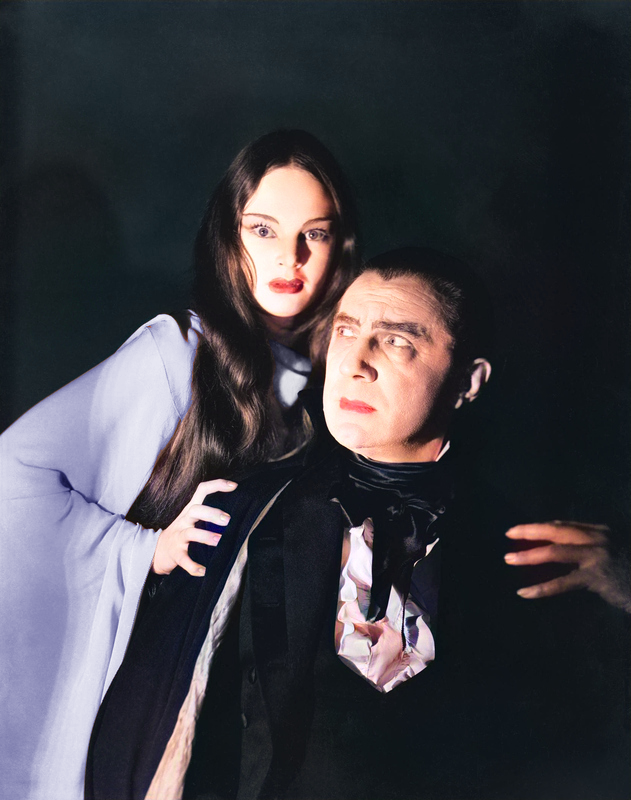
Fotografía publicitaria coloreada de Béla Lugosi en el set de Mark of the Vampire (MGM, 1935)

Carroll Borland (25 de febrero de 1914 – 3 de febrero de 1994) más conocida como Carol Borland, fue una profesora, escritora, y actriz estadoundiense. Es mejor conocida sobre todo por haber interpretado a Luna, la hija del personaje de Béla Lugosi, Count Mora, en Mark of the Vampire,  y por haber creado el aspecto icónico de la mujer vampiro con su melena oscura hasta la cintura y la mortaja diseñada por Adrian en esta película.

## Biografía
Borland nació el 25 de febrero de 1914, en Fresno, California. Fue criada en Alameda, California, donde estudió ballet a principios de su infancia.
Borland era estudiante de arte dramático en la Universidad de California en Berkeley, cuando aceptó el papel de Luna en Mark of the Vampire (1935). Anteriormente había aparecido en una producción teatral de Drácula con Lugosi, en el papel de Lucy.
Borland consiguió la atención de Lugosi—y un papel en la obra—escribiéndole y sugiriéndole que Drácula no murió al final de la novela, sino que se convirtió en polvo justo cuando se ponía el sol. Sin embargo, era conocida por exagerar la cercanía de la relación paterna de Lugosi con ella; en The Films of Bela Lugosi, de Richard Bojarski, describe su funeral como si hubiera estado allí, y afirma haber estado, aunque en realidad no asistió.
Borland se retiró de la actuación en 1953, aunque sus otras apariciones en la industria cinematográfica se limitaron a un cortometraje en 1933 y una aparición sin acreditar en el serial Flash Gordon de 1936, hasta que Fred Olen Ray la contrató para sus películas Scalps (1983) y Biohazard (1985).
Su novela, Countess Dracula, fue publicada por Magicimage Filmbooks en marzo de 1994, un mes después de su muerte.

## Muerte
Borland, aquejada de diabetes y otros problemas de salud en sus últimos años de vida, se trasladó de su casa en el valle de Napa en Arlington, Virginia, para estar más cerca de su hija. Borland residió allí en una comunidad de retirados, donde falleció el 3 de febrero de 1994 a causa de una neumonía. Fue incinerada y su hija esparció sus cenizas en la bahía de San Francisco.

## Filmografía
| Año  | Título              | Papel                     | Notas                              |
| ---- | ------------------- | ------------------------- | ---------------------------------- |
| 1935 | Mark of the Vampire | Luna                      |                                    |
| 1936 | Flash Gordon        | mujer en el Ming's Palace | Sin acreditar                      |
| 1983 | Scalps              | Dr. Sharon Reynolds       |                                    |
| 1985 | Biohazard           | Rula Murphy               | (última aparición cinematográfica) |